# Ranunculus songoricus
Ranunculus songoricus är en ranunkelväxtart som beskrevs av Alexander Gustav von Schrenk. Ranunculus songoricus ingår i släktet ranunkler, och familjen ranunkelväxter. Inga underarter finns listade i Catalogue of Life.